# Helaeomyia cubensis
Helaeomyia cubensis är en tvåvingeart som beskrevs av Wayne N. Mathis och Tadeusz Zatwarnicki 1998. Helaeomyia cubensis ingår i släktet Helaeomyia och familjen vattenflugor. Inga underarter finns listade i Catalogue of Life.